# Паук-Британия
Пау́к-Брита́ния (англ. Spider-UK) — псевдоним двух персонажей американских комиксов издательства Marvel Comics.
Версия Уильяма Брэддока представляет собой британское воплощение Человека-паука и лидера Воинов паутины.

## История публикаций
Версия Паука-Британии Уильяма Брэддока дебютировала в Edge of Spider-Verse #2 в качестве одного из главных персонажей сюжетной линии Spider-Verse и была создана сценаристом Джейсоном Латуром и художником Робби Родригесом.
Версия Паука-Британии Зарины Захари впервые появилась в Edge of Spider-Verse vol. 2 #1 и была создана Рамзи и Зои Торогуд.

## Биография

### Уильям Брэддок
Родившись на Земле-833, Уильям «Билли» Брэддок был одним из новобранцев Корпуса Капитана Британии, выступая под именем Паук-Британия. Сканируя другие вселенные во время сюжетной линии Spider-Verse, он наблюдал за смертью альтернативных версий Человека-паука от рук Наследников. Наследница Дженникс обнаружила слежку со стороны Билли и незамедлительно прервала передачу данных со сканера. В то время как Сатурнин и леди Рома обсуждали свои опасения относительно вторжений, разрушающих многие измерения, Паук-Британия попытался обосновать убийства Пауков по всей мультивселенной. Сатурнин проигнорировала его, а сочувствующая Рома отдала Уильяму талисман, который позволил ему путешествовать по паутине жизни, чтобы спасти оставшихся Пауков.
Сначала Паук-Британия прибыл на Землю-65, где завербовал Женщину-пауку в свою армию Людей-пауков. Некоторое время спустя, Брэддок сопровождал Женщину-паук, Девушку-паук, Человека-паука 2099, Девушку-паук с Земли-982 и Свина-паука на встречу с Человеком-пауком и Шёлк. Паук-Британия объяснил присутствующим, что все они являются Пауками из других измерений, и что все нити Великой паутины ведут к Земле-616. Также Паук-Британия сообщил ему о прибытии на Землю-616 старшего брата Морлана Деймоса, после чего все Пауки направились через портал в другое измерение. Находясь на Земле-13, Паук-Британия и Человек-паук с Земли-13 с силой Капитана Вселенной рассказали Человеку-пауку с Земли-616 о предстоящей войне, и что данный Человек-паук является величайшим из всех носителей силы Паука, поскольку только он смог победить представителей Наследников. Паук-Британия получил информацию о второй команде и вознамерился как можно быстрее завербовать её членов.
В конечном итоге Армии пауков удалось победить и изгнать Наследников на Землю-3145. Когда остальные Люди-пауки, сформировавшие Армию пауков, начали возвращаться в свои реальности, Паук-Британия не смог последовать их примеру, поскольку его вселенная была разрушена в результате вторжений. Он решил остаться в Ткацком мире, бывшей базе Наследников, и сформировать Воинов паутины, чтобы использовать Паутину Жизни и Судьбы для обнаружения вселенных, нуждающихся в Человеке-пауке.
Позже Паук-Британия тренировался с другими Воинами паутины на Земле-3015, чтобы отточить их навыки.
Когда стало известно, что кто-то использовал на Земле-616 технологию клонирования Наследников, Паук-Британия и другие Воины паутины отправились туда, чтобы завербовать Майлза Моралеса и провести расследование. Обнаружив, что за клонирование стоял Превосходный Осьминог, Паук-Британия и другие Пауки вторглись в его лабораторию и попытались уничтожить клонированные тела. Вскоре Отто обнаружил, что Дженникс взломал его технологию с Земли-3145 и сконструировала тела для себя, Морлана и Верны. Когда Морлан поглотил Человека-паука, Паук-Британия попытался убить его в отместку, однако Верна сломала ему шею. Превосходный Осьминог велел Доктору Осьминогу активировать самоуничтожение лаборатории, чтобы сбежать от возрождённых Наследников, после чего Воины паутины сбежали из лаборатории, а тело Паука-Британии сгорело при взрыве. Его похоронили в Англии на Земле-803, в доме Леди Паук. Она сочла уместным похоронить Уильяма на том же кладбище, где находились его родители, так как любила его как брата.

### Зарина Захари
Зарина Захари — молодая девушка и геймер, живущая в Лондоне на Земле-834, которая приобрела паучьи способности и стала Пауком-Британией этой реальности. После того, как она победила виверну, Мадам Паутина обратилась к ней с просьбой помочь в борьбе с мультивселенской угрозой для персонажей, получивших свои силы благодаря паукам.

## Силы и способности
Версия Паука-Британии Уильяма Брэддока обладает способностями, подобными оригинальному Человеку-пауку, которые включают в себя прилипание и лазание по стенам, паучье чутьё, предупреждающее об опасности, и возможность поднимать около 10 тонн. Также у него есть собственные веб-шутеры. Паук-Британия использует межпространственное устройство, позволяющее ему путешествовать по разным измерениям. Версия Паука-Британии Зарины Захари может генерировать биоэлектричество при помощи специальных серёжек.

## Вне комиксов

### Видеоигры
- Версия Паука-Британии Уильяма Брэддока является игровым персонажем в Spider-Man Unlimited (2014).
- Версия Паука-Британии Уильяма Брэддока появляется в игре Lego Marvel Super Heroes 2 (2017) в качестве игрового персонажа[17].
- Костюм Паука-Британии Уильяма Брэддока фигурирует в качестве альтернативного снаряжения главного героя игры Spider-Man (2018)[18].

### Товары
В 2017 году Hasbro выпустила фигурку Паука-Британии Уильяма Брэддока в рамках линейки Marvel Legends.

## Критика
Comic Book Resources поместил Паука-Британию на 2-е место в топе «10 лучших Человеков-пауков (и Женщин-пауков) различного происхождения». Паук-Британия занял 10-е место среди «10 наиболее удивительных альтернативных версий Человека-паука».